# Iztaccíhuatl
L'Iztaccíhuatl (aussi écrit Ixtaccíhuatl) est par son altitude (5 215 m) la troisième montagne du Mexique après le pic d'Orizaba (5 675 m) et le Popocatepetl (5 452 m). Son nom vient du nahuatl « femme blanche » (iztac voulant dire blanc/blanche et cíhuatl, femme). Il est l'un des éléments centraux du parc national Iztaccíhuatl-Popocatépetl.

## Géographie

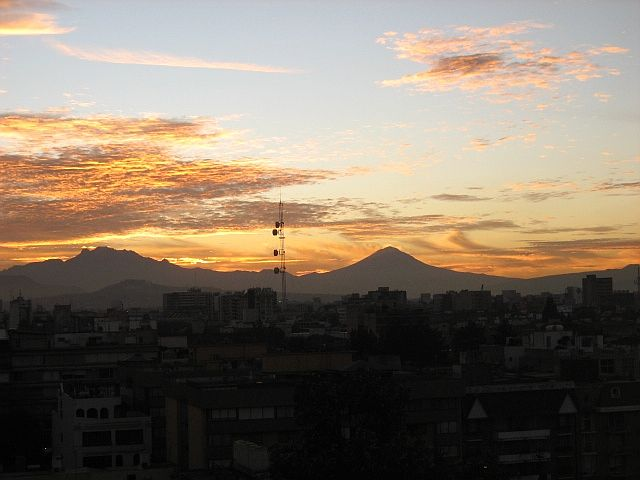
Iztaccíhuatl et Popocatepetl, Mexique.

Cette montagne possède quatre pics, le plus élevé culmine à 5 215 m d'altitude. Ils représenteraient la tête, la poitrine, les genoux et les pieds d'une femme endormie. L'Iztaccíhuatl est à peine à 70 km de Mexico, d'où le sommet est visible quand les conditions météorologiques s'y prêtent. Souvent évalué à 5 282 mètres d'altitude, une étude de 2019 validée par l'Institut national de statistique et géographie (INEGI) calcule l'altitude précise de la plus haute des trois cimes du sommet à 5 215,128 mètres.
La première ascension dont on est sûr date de 1889, mais des traces archéologiques suggèrent que des peuples précolombiens avaient déjà dû l'escalader auparavant.
L'Iztaccíhuatl est au nord du Popocatepetl, et les deux sont reliés par le col de Cortés.

## Dans la mythologie aztèque
Dans la mythologie aztèque, Iztaccíhuatl était une princesse qui tomba amoureuse d'un soldat de son père le roi. Le souverain envoya ce militaire guerroyer dans l'État d'Oaxaca, lui promettant sa fille comme épouse s'il revenait victorieux de l'expédition (ce que le roi ne désirait pas). On raconta à la princesse Iztaccíhuatl que son amant était mort, mais son chagrin fut si grand qu'elle y laissa la vie. Or le valeureux guerrier s'acquitta avec succès de sa mission, et c'est en rentrant qu'il apprit la mort de la princesse. Ne supportant pas la perte de sa promise, il succomba à son tour. Les dieux les recouvrirent alors de neige et les changèrent en montagnes. Celle d'Iztaccíhuatl fut nommée « femme blanche » parce qu'elle ressemblait à une femme allongée sur le dos. Quant à lui, il devint le volcan Popocatepetl, faisant pleuvoir du feu sur la Terre en signe de rage, après la disparition de sa bien-aimée.